# اوبرسوسباخ
اوبرسوسباخ (به آلمانی: Obersüßbach) یک شهر در آلمان است که در لندسهوت واقع شده‌است.